# مسیتیلن
مسیتیلن (به انگلیسی: Mesitylene) با فرمول شیمیایی C9H12 یک ترکیب شیمیایی با شناسه پاب‌کم 7947 است. که جرم مولی آن ۱۲۰٫۱۹ گرم بر مول می‌باشد. 